# Cassatie in G majeur (Mozart)
Cassatie in G majeur (KV 63) of Final-Musik is een Cassatie geschreven door Wolfgang Amadeus Mozart in Salzburg in het jaar 1769. In dat jaar schreef Mozart nog twee andere Cassaties; Cassatie in Bes majeur en Cassatie in D majeur.

## Delen
1. Marche
2. Allegro
3. Andante
4. Menuett
5. Adagio
6. Menuett
7. Finale:Allegro assai